# NGC 72
NGC 72 (również PGC 1204 lub UGC 176) – galaktyka spiralna z poprzeczką (SBab), znajdująca się w gwiazdozbiorze Andromedy. Odkrył ją 7 października 1855 roku R.J. Mitchell (asystent Williama Parsonsa).

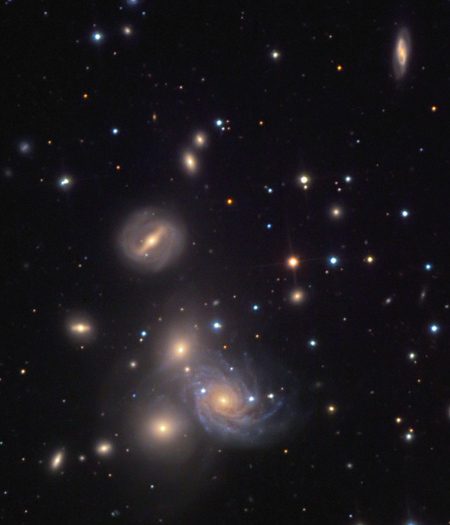
Arp 113. NGC 72 to duża galaktyka na lewo od centrum zdjęcia
(Mount Lemmon SkyCenter)

Wchodzi w skład grupy galaktyk skatalogowanej w Atlasie Osobliwych Galaktyk jako Arp 113, do której należą jeszcze: NGC 67, NGC 67A, NGC 68, NGC 69, NGC 70 i NGC 71.
Położoną na wschód od NGC 72 małą galaktykę eliptyczną PGC 1208 często określa się mianem NGC 72A.